# فن ما قبل التاريخ في إسكتلندا

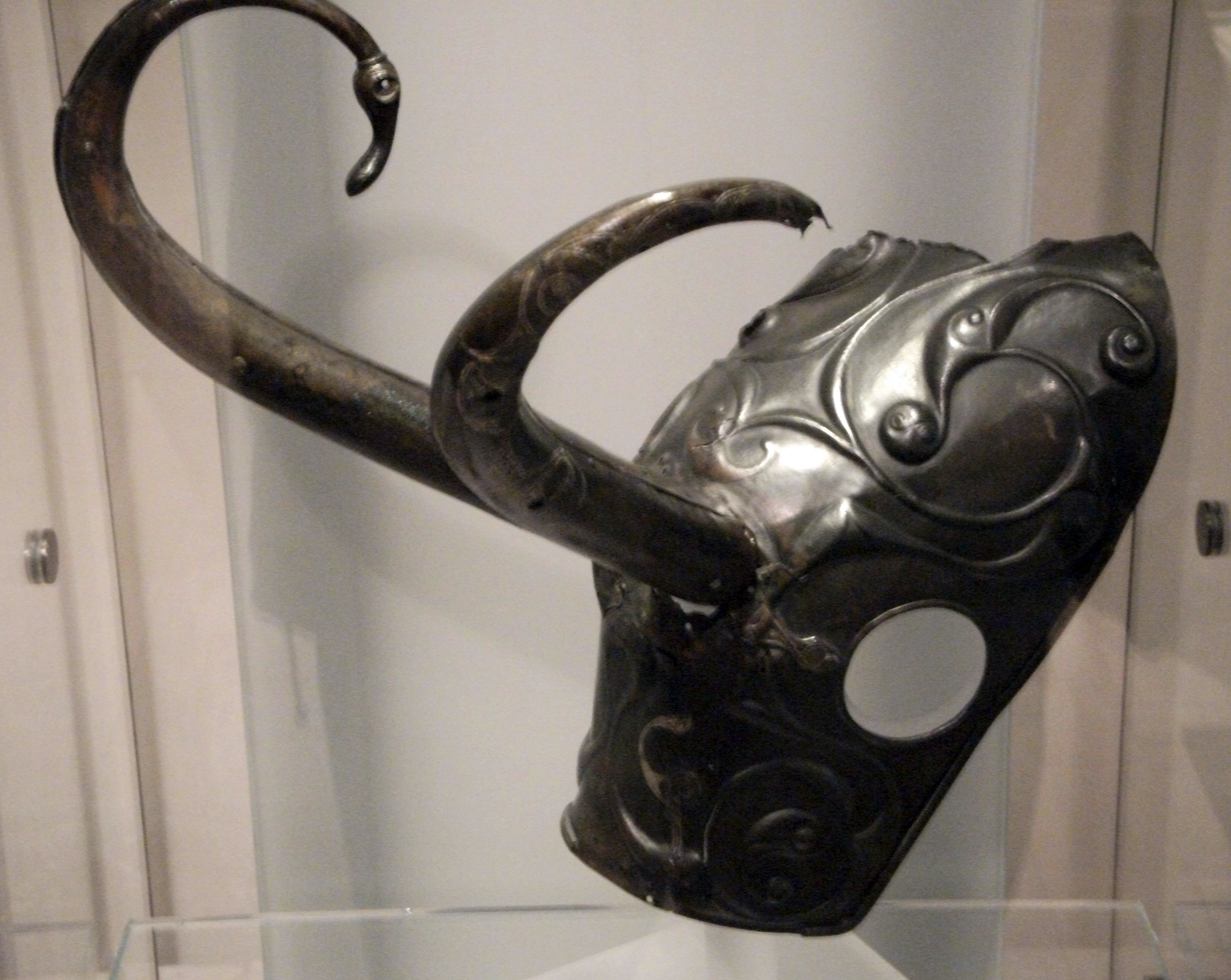

فن ما قبل التاريخ في اسكتلندا، هو من نوع الفن المرئي الذي أُنشئ أو عُثرَ عليه داخل الحدود الحديثة لاسكتلندا، قبل جلاء الرومان من جنوب ووسط بريطانيا في أوائل القرن الخامس الميلادي، والذي يُنظر إليه عادةً كبداية حقبة تاريخية أو عصور القرون الوسطى. لا يوجد تعريف واضح للفنِّ ما قبل التاريخ بين الباحثين وافتقرت الأشياء المنطوية على الإبداع إلى السياق الذي من شأنه أن يسمح بفهمها.
كانت الأمثلة الأولى المعروفة للفنِّ المحمولِ من اسكتلندا عبارةً عن كرات حجرية مزخرفة للغاية من العصرِ الحجري الحديث، والتي تشترك في أنماطها مع المنحوتات الحجرية الأيرلندية والاسكتلندية. تشمل العناصر الأخرى من هذا العصر رؤوسًا وتماثيل منحوتة بشكل رائع وتماثيل من الموقع الأثريّ تلال نوتلاند، بما في ذلك: زوجة ويستراي، والتي تُعتَبر أقدم صورة معروفة لوجه بشري من اسكتلندا.
توجد أمثلة على المنحوتات من العصر البرونزي، بما في ذلك التمثيل الأول للكائنات وعلامات الأكواب والخواتم. تعد التمثيلات للفأس والقارب في ري كران كايرن في منطقة كيلمارتين، والقارب في خليج ومس، من أقدم التمثيلات ثنائية الأبعاد لأشياء حقيقية بقيت موجودةً في اسكتلندا. قد تكون بلطة المعارك الحجرية المنقوشة المنحوتة بمثابة تمثيل رمزيّ للسلطة. تشمل الأعمال المعدنية الناجية: الهُليل الذهبي وقلادات من الليجنيت (حجر كريم) وأسلحة، مثل: السيوف والدروع الاحتفالية من البرونز.
وُجِدت أمثلة أكثر شمولاً للأشياء المنقوشة والأعمال الذهبية من العصر الحديدي. إذ تعتبر قرون تورس من الدلائل على حضارة لا تين الواسعة. وتُظهر عقود ستيرلينغ الأساليب الشائعة الموجودة في اسكتلندا وأيرلندا. ويُعتبر جزء رأس الخنزير في أبواق كرانيكس واحدًا من العناصر الأكثر إثارة للإعجاب من هذه الفترة. بقيت بعض الآثار الرومانية مثل لبوة الكراموند ويمكننا رؤية التأثير الروماني على الثقافة المادية في المنحوتات الحجرية المحلية.

## التعاريف والمعاني
تعتمد إمكانية دراسة فن ما قبل التاريخ على التحف الأثرية المتبقية. عادةً لا يبقى الفن الذي يُصنع من الرمل واللحاء والجلد والمنسوجات، بينما الفن المصنوع من مواد أقل قابلية للتلف، مثل: الصخور والحجر والعظام والعاج (وبدرجة أقل الخشب) والفخار يبقى موجودًا. وظل موضوع تصنيف هذه القطع الأثرية كأعمالٍ فنية مُتنازعًا عليه بين الباحثين. جادل ألكسندر مارشاك بأن الشقوق التجريديّة على الحجر تُحدّد بداية الفن البشري. ويقترح بول ميلرز بشكل أكثر حذرًا، أن الندرة النسبية لهذه الأعمال تعني أنه لا يمكن اعتبارها جزءًا من المجتمع البشري المبكر ودليلًا على وجود الحضارة الفنية.
أشار كولن رينفرو إلى مخاطر تطبيق القيم الحديثة للفن على المجتمعات والثقافات القديمة. يقول غونتر بيرغهاوس إن هذه الأعمال غالبًا ما تُتناول مع مجموعة من القيم الجمالية لما بعد عصر النهضة والتي تميز ما بين الفنانين والحرفيين والفن والتحف، رغم أن هذه الفئات ليست عالمية وقد تكون غير ملائمة لفهم مجتمع ما قبل التاريخ. أشار دنكان غارو إلى صعوبات التمييز الحديث بين الشكل والزخرفة. يميل التركيز الأكبر في دراسات فن ما قبل التاريخ إلى الزخرفة على الأشياء مثل: السيراميك ويتجاهل أهمية الشكل الموجود، مثل الأسلحة.
اقتُرحَ العديد من المعاني لظهور وطبيعة فن ما قبل التاريخ. ويُعتقد أنه ساعد في تنمية التضامن الإنساني في مراحله المُبكرة. قد يكون الفن الصخري في الهواء الطلق بمثابة علاماتٍ دالة على طريق هجرة الحيوانات. قد يكون لفن الكهف دور في طقوس البدء أو القيام بمهام الرؤية أو احتفالات الطوطم. قد تكون الأشياء المحمولة بمثابة أنظمة ترميز وقد يكون للشخصيات المجسمة دورٌ في الطقوس الدينية. ومع ذلك، لا يمكن فهم معظم القطع الأثرية إلا ضمن سياق معيّن، والذي غالبًا ما يُفقد أو يُفهم بشكلٍ سيئ.

## العصر الحجري
احتُلّت اسكتلندا من قبل الصيادين في العصر الحجري المتوسط منذ نحو 8500 سنة قبل الميلاد، الذين كانوا دائمي التنقّل بمساعدة الأدوات المصنوعة من العظام والحجر والقرون. جلبت الزراعة من العصر الحجري الحديث مستوطنات دائمة، مثل: المنزل الحجري في قمّة هاور على بابا ويستراي، والتي يرجع تاريخها إلى نحو 3500 سنة قبل الميلاد. قدم المستوطنون أيضًا غرفًا من ركام القبور، مثل: مايشوي، والعديد من الحجارة والدوائر المُنتصبة مثل تلك الموجودة في ستينيس على جزيرة أوركني، والتي يعود تاريخها إلى نحو 3100 سنة قبل الميلاد، والكثير من الحجارة المُشابهة التي عُثر عليها في جميع أنحاء أوروبا في نفس الوقت تقريبًا.
لا يوجد فن باقٍ من فترة العصر الحجري في اسكتلندا، ربما لأن الشعوب المتنقلة في تلك الفترة كانت معتمدة في فنها على المواد العضوية القابلة للتلف. ومن المحتمل أن تكون الكرات الحجرية المنحوتة أقدم فنٍ مرئي محمول من اسكتلندا وهو يعود إلى أواخر العصر الحجري الحديث. وهي ظاهرة اسكتلندية مميزة، بوجود أكثر من 425 من الأمثلة المعروفة. معظمهم من أبردينشاير الحديثة، وتوجد بعض الأمثلة المعروفة من إيونا وجزيرة سكاي وإيست وجزيرة لويس وجزيرة أران و15 في أوركني، عُثر على خمسة منها في قرية من العصر الحجري الحديث تدعى سكارا براي. اقترح العديد من الوظائف لهذه الأشياء، فمعظمها يشير إلى أنها ممتلكات مرموقة، واستمر إنتاجها في العصر الحديدي. يمكن رؤية انعكاس فن الدوائر والمنحوتات على الكرات على العتبات والنوافذ العليا في غرف ركام القبور في ويستراي، في أوركني، وهي جزء من نفس الثقافة التي أنتجت المنحوتات في نيوغرانغ في أيرلندا. وبالمثل، غالبًا ما يُعثر على الصولجانات المنحوتة بشكل متقن في مواقع الدفن، مثل تلك الموجودة في أيردنس في ساذرلاند، وهي مشابهة لتلك الموجودة في بريطانيا وأوروبا في العصر الحجري الحديث.
ظهر الفخار في العصر الحجري الحديث بمجرد أن انتقل الصيادون إلى نمط الحياة المستقرة، وحتى ذلك الحين كانوا بحاجة إلى استخدام الحاويات الخفيفة الوزن. كانت الأواني مصنوعة بشكل رائع ومزخرفة، وبقيت حتى الألفية الرابعة والثالثة قبل الميلاد، وسُميت على اسم موقع أثري من العصر الحجري الحديث «أونستان» على أرض جزر أوركني. وكانت الأوعية أنيقة وقليلة العمق وتتميز بوجود مجموعة زخارف أسفل حوافها، باستخدام تقنية تُعرف باسم الطعن والسحب. تتكون الأنواع الثانية من الأوعية غير المزخرفة ذات القاع المستدير. غالبًا ما توجد أواني أونستان في المقابر، خاصة المقابر من نوع أوركني- كرومارتي، التي تشمل ما يسمى بقبور النسور في جنوب رونالدسي، ووجد البعض منها خارج المقابر كما في مزرعة قمة هاور على بابا ويستراي. ربما تطورت أواني أونستان إلى أنماط أخرى لاحقًا، بدأت في أوركني في أوائل الألفية الثالثة قبل الميلاد، واعتُمدت في جميع أنحاء بريطانيا وأيرلندا. تُزين أوعية الأواني المخزّنة ذات القاع المسطح بشكل كبير، وغالبًا ما تكون بنماذج مشابهة لتلك الموجودة على البتروسفير ورؤوس الأعمدة المنحوتة.
اكتُشف تمثال زوجة ويستراي في عام 2009، وهو تمثال على شكل معينات يعتقد أنه أقرب تمثيل للوجه البشري الموجود في اسكتلندا، في موقع قرية من العصر الحجري الحديث بالقرب من خليج غروبوست على الساحل الشمالي لويستراي.